# Åsane
Åsane est une ville norvégienne et un bydel de Bergen. En 2014 la population était de 40 146 habitants. On y trouve la prison de la ville, un circuit automobile, un centre commercial et un hippodrome.

## Histoire
La zone qui est aujourd'hui le bourg d'Åsane était historiquement appelée Aasene et était une paroisse de la grande municipalité de Hamre de 1838 jusqu'au 1er janvier 1904, date à laquelle elle a été séparée de Hamre pour devenir une municipalité distincte. La nouvelle municipalité d'Åsane a existé jusqu'au 1er janvier 1972, date à laquelle elle a été fusionnée avec la ville de Bergen (avec les autres municipalités voisines d'Arna, Fana et Laksevåg). La région d'Åsane était essentiellement agricole jusqu'aux années 1960-1970, époque à laquelle elle s'est développée pour devenir une banlieue de la ville de Bergen. Au centre d'Åsane se trouvent les centres commerciaux Gullgruven et Åsane Storsenter, dont un grand magasin IKEA. La piste de trot de Bergen et le centre de sport automobile d'Eikås sont situés à Haukås. La prison de Bergen est située à Hylkje, à Åsane.

## Géographie
Åsane se trouve sur une péninsule entourée par les Byfjorden, Salhusfjorden et Sørfjorden. La montagne Veten, haute de 486 mètres, est située dans la partie centrale de la péninsule.